# 신현초등학교 (경기)
신현초등학교(新峴初等學校)는 대한민국 경기도 광주시 신현동에 있는 공립 초등학교이다.

## 연혁
- 2021년 3월 1일 : 개교